# Дзен-Анархия
«Дзен-Анархия» — третий альбом петербургской группы «Электрические партизаны» и десятый авторский альбом Вадима Курылёва.

## История создания
Альбом записывался на Санкт-Петербургской студии грамзаписи в течение 2008—2009 годов. Звукорежиссёр — Кира Малевская.
Мультимедиа-приложение включает два видеоклипа — «Малиновка летит на Север» (совместное производство Санкт-Петербургской студии грамзаписи и electropartisanvideo, 2009) и «Звезда и автомат» (electropartisanvideo, 2009)
Альбом посвящён памяти ушедших в 2008 году музыкантов Егора Летова и Алексея «Полковника» Хрынова.
Название альбома объединяет в себе два понятия — «дзен-буддизм» и «анархизм»:

…я подумал: какое хорошее название для альбома — «Дзен-Анархия»! Ведь дзен-буддизм — религия свободных духом, и если анархист не может или не хочет без религии, дзен — это самое то. В дзен каждый может стать Буддой, никаких господ небесных и рабов божьих, только учителя и ученики — совершенствуйся!
— Из интервью Вадима Курылёва NewsMusic.ru 25 декабря 2009 года
Выпуск проводился под лозунгом «Обойдёмся без посредников: издателей, заводов, складов, магазинов! Музыка от исполнителя прямо к слушателю!» Таким образом группа пытается противостоять железным правилам и законам рынка, предложив желающим присылать деньги или свободно скачивать альбом.
Обстоятельный релиз, ультимативно заявляющий анархо-либерталианские взгляды Вадима Курылёва. Сами же «Партизаны» немного изменили свой состав, а традиционная духовая секция «ДДТ» сократилась до Ивана Васильева (Михаил Чернов на этот раз не участвовал в записи). Суть программы и придерживаемой идеологии как нельзя лучше описывают песни «Либерталия», «Дзен-Анархия», «Электрический Дзен». Открывается альбом небольшим интро, сильно напоминающим материал альбома «Метрофобия», на фоне звучит известная мантра «Om Ma Ni Pad Me Hum». Помимо дзен-анархии, уделено немалое внимание известным анархистам и леворадикальным лидерам: Миссон и Карачиолли («Либерталия»), Нестор Махно («Гуляй-Поле», «Я в бой бросался…», «Свобода в кисете»), Андреас Баадер, Ульрика Майнхоф и организация «Rote Armee Fraktion» («Звезда и автомат»). Последней посвящён также видеоклип, в котором можно увидеть кадры хроники тех событий. По собственному признанию Курылёва, он представил, как французский писатель Жан-Поль Сартр посещал в тюрьме активистов R.A.F., объявивших голодовку и почти умирающих от истощения. Не обошлось и без народной партизанщины — свою трактовку легендарной песни итальянского Сопротивления времён Второй Мировой войны «Bella Ciao» «Электрические Партизаны» сыграли под занавес. Также нашлось место кавер-версии — «Музыка Ха-Ба» Владимира Сигачёва. Своеобразным путешествием в прошлое стали песни «Камень» и «Тусклое солнце», ставшие осовремененными версиями с акустического альбома Курылева 20-летней давности. «Малиновка летит на север» (второй клип на диске) сходна с «Харакири», есть две немного ироничные песни — «Автономный Источник» и «Рождество». Альбом оформлен 6-панельным диджипаком плюс 16-страничным буклетом.
Во многом этот альбом похож на сибирский панк-рок. Некоторым слушателям напоминает Кнабенгофа, другим — Ивана Баранова из «Эшелона», третьим — Шевчука, четвёртым — Монгол Шуудан. С музыкальной точки зрения более всего получилась «Молекула ветра».
Именно с этой работы началась «разъяснительная работа и пропаганда анархических идеалов», обозначенная во втором пункте манифеста группы. До этого Вадим сочинял красивые лирические песни и, казалось, находился в стороне от политики. Так или иначе, но в «Дзен-Анархии» довольно чётко обозначилось мировоззрение Курылёва. Автор фактически лишает слушателя возможности трактовать его произведения по-своему, не оставляя права на интерпретацию. По всей видимости, Вадим прекрасно осознаёт, что его потенциальный слушатель — романтически настроенный подросток, который ещё способен искренне верить в то, что в один прекрасный момент механизм государства сломается и все станут счастливыми и довольными. Вариант установления анархии столь же утопический, как построение коммунизма. Бескровным он не будет.
19 октября 2020 года песня «Звезда и автомат» была включена в Федеральный список экстремистских материалов.

## Обложка
Дизайном обложки занималась Юлия Левченкова. В оформлении обложки использовано известное фото NASA — космонавт «Аполлона-11» на поверхности Луны, однако американский флаг заменён на красный флаг с символом анархии. В нижнем правом углу — логотип группы «Электрические партизаны». На задней стороне обложки знак «копирайт» заменен на символ анархии.

На изображении человек в космосе думает, что он самодостаточен в своей дзен-анархии и счастлив, но на самом деле является одиноким
— Из интервью Вадима Курылёва, дек. 2012

## Список композиций
| №                   | Название                                                           | Автор(ы)            | Длительность |
| ------------------- | ------------------------------------------------------------------ | ------------------- | ------------ |
| 1.                  | «Intromantra»                                                      | Вадим Курылёв       | 0:41         |
| 2.                  | «Либерталия»                                                       | Вадим Курылёв       | 3:39         |
| 3.                  | «Дзен-Анархия»                                                     | Вадим Курылёв       | 4:04         |
| 4.                  | «Малиновка летит на Север»                                         | Вадим Курылёв       | 3:29         |
| 5.                  | «Молекула ветра»                                                   | Вадим Курылёв       | 4:51         |
| 6.                  | «Гуляй-поле»                                                       | Вадим Курылёв       | 3:03         |
| 7.                  | «исчезну ль там»                                                   | Вадим Курылёв       | 1:05         |
| 8.                  | «Автономный источник»                                              | Вадим Курылёв       | 3:39         |
| 9.                  | «Камень»                                                           | Вадим Курылёв       | 2:29         |
| 10.                 | «Рождество»                                                        | Вадим Курылёв       | 3:35         |
| 11.                 | «Электрический дзен»                                               | Вадим Курылёв       | 6:05         |
| 12.                 | «я в бой бросался…» (стихотворение Нестора Махно)                  | Нестор Махно        | 0:59         |
| 13.                 | «Свобода в кисете»                                                 | Вадим Курылёв       | 3:54         |
| 14.                 | «Звезда и автомат (R.A.F.)»                                        | Вадим Курылёв       | 3:38         |
| 15.                 | «Тусклое солнце»                                                   | Вадим Курылёв       | 3:07         |
| 16.                 | «Белла, Чао!» (по мотивам итальянской народной песни «Bella ciao») | Вадим Курылёв       | 1:26         |
| 17.                 | «Музыка Ха-Ба»                                                     | Владимир Сигачёв    | 3:38         |
| 18.                 | «Final»                                                            | Вадим Курылёв       | 1:38         |
| Общая длительность: | Общая длительность:                                                | Общая длительность: | 54:54        |

## Участники записи
- Вадим Курылёв — голос, гитара, бас-гитара, органола;
- Михаил Нефёдов — барабаны;
- Дмитрий Ковалёв — гитара;
- Максим Зорин — гитара;
- Иван Васильев — труба;

## Дополнительная информация
- В «Intromantra» звучит буддийская мантра Ом мани падме хум.
- Песня «Либерталия» посвящена полумифической анархо-пиратской республике Либерталии начала XVIII века.
- Заглавная песня альбома — «Дзен-Анархия» — поэтический образ, а не социально-религиозное направление.
- «Малиновка летит на Север» — согласно христианской мифологии, малиновка пыталась облегчить страдания Иисуса, выдернув шип из тернового венца, и была обагрена его кровью. В европейской традиции малиновка является символом смерти и перерождения. Эта птица совершает перелёт в теплые края и обратно домой на север только по ночам, ориентируясь по звездам. В песне она стала символом вечной перерождающейся любви, не меняющей своего курса посреди мира, гибнущего в поисках собственного смысла[7].
- Песня «Гуляй-поле» посвящается анархической республике, реально существовавшей в годы Гражданской Войны (1917—1921) на территории современной Украины, с центром в Гуляйполе.
- Песня «Камень» написана за четверть века до издания этого альбома и посвящена молодежно-студенческим бунтам в Европе и Америке конца 60-х. Ранее входила в альбом «Тусклое солнце» в акустической версии.
- «Электрический Дзен» — заявка на реинкарнацию: противостояние духовного начала и государственного конца. Когда все станут Буддами — управляющие организации будут не нужны.
- Сюжет песни «Свобода в кисете» был подсказан Вадиму Курылёву Алексеем «Полковником» Хрыновым во время совместного концерта в Нижнем Новгороде 8 декабря 2007 года. Согласно легенде, махновцы, пытаясь спасти из вражеского окружения остатки золотого запаса, привязывали кисеты с золотом на шеи серым журавлям. Песня написана в течение одних суток. Она имеет уклон в фолк-музыку, в ней использованы народные мотивы, которые возникли «самопроизвольно», но оставлены сознательно.
- «Final» — по темным волнам в далекую Либерталию уплывает небольшой свободный парусник. Вопрос в том, кто успеет взойти на борт[8].